# 目黒区立上目黒小学校

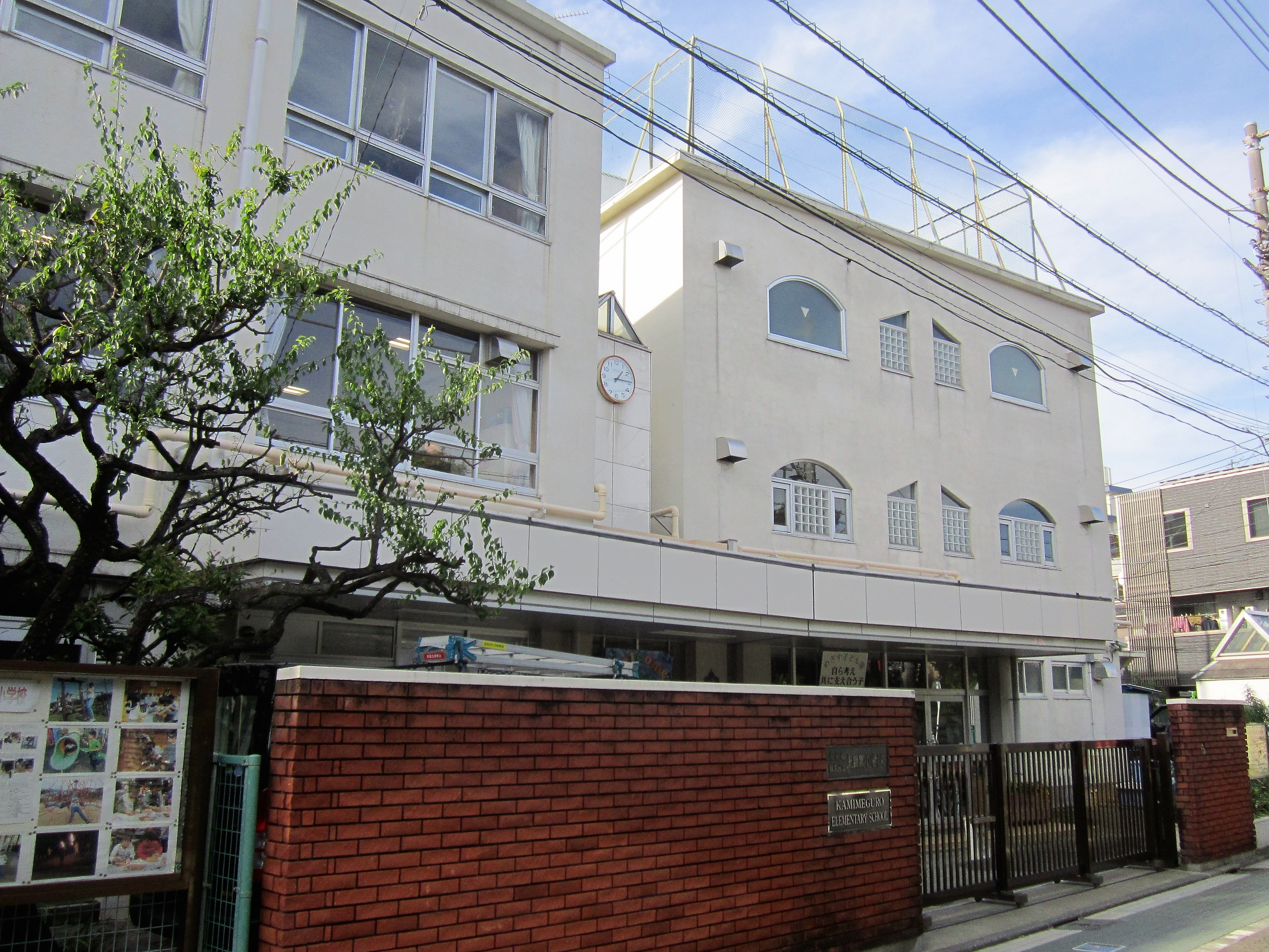
目黒区立上目黒小学校

目黒区立上目黒小学校（めぐろくりつかみめぐろしょうがっこう）は、東京都目黒区五本木1丁目12-13にある公立小学校である。オリンピック・パラリンピック教育アワード校、ユネスコスクールに指定されている。

## 沿革[1]
- 1940年（昭和15年）3月2日 - 設置認可を受ける
- 1941年（昭和16年）
  - 4月1日 - 上目黒国民学校が開設する
  - 4月21日 - 校章が決まる
  - 5月6日 - 木造校舎が完成し、入校式を行う
  - 6月19日 - 開校記念式を行う
- 1951年（昭和26年）6月17日 - 校歌が決まり、開校10周年記念音楽会で発表される
- 1965年（昭和40年）3月19日 - 第一次鉄筋校舎が改築される（現在の主事室から校長室まで）
- 1966年（昭和41年）3月24日 - 第二次鉄筋校舎が改築される（現在の1年1組から西）
- 1970年（昭和45年）3月16日 - 25メートルプールができる
- 1971年（昭和46年）10月24日 - 学校ひろばが始まる
- 1974年（昭和49年）3月20日 - 第三次改築校舎が改築される（現在保健室のある校舎）
- 1981年（昭和56年）5月24日 - 同窓会が発足する
- 1991年（平成3年）11月30日 - 開校50周年記念式典・集会を行う
- 1992年（平成4年）1月22日 - 目黒区教育委員会研究奨励校国語科発表
- 1996年（平成8年）11月1日 - 目黒区教育委員会研究奨励校体育科発表
- 2000年（平成12年）11月2日 - 目黒区教育委員会特別研究委託校総合的な学習の時間、生活科発表
- 2001年（平成13年）10月20日 - 開校60周年記念式典を行う
- 2005年（平成17年）12月2日 - 目黒区教育委員会教育開発推進校研究発表（算数）
- 2010年（平成22年）11月13日 - NHK教育番組で、英語活動の授業の様子を放映
- 2011年（平成23年）
  - 3月10日 - ビオトープ「上目自然ランド」改修工事完成
  - 3月25日 - 東京都教育委員会子供の体力向上推進優秀校表彰
  - 11月5日 - 開校70周年記念式典を行う
- 2017年（平成29年） - 校舎1階にアスク上目黒保育園が開園

## アクセス
東急東横線祐天寺駅西口・東急バス黒06系統祐天寺駅前バス停から徒歩3分